# Kanton Baie-Mahault-2
Kanton Baie-Mahault-2 (francouzsky Canton de Baie-Mahault-2) je francouzský kanton v departementu Guadeloupe v regionu Guadeloupe. Byl ustaven v roce 2015 a tvoří ho části obcí Baie-Mahault a Petit-Bourg.